# Crocidura kegoensis
Crocidura kegoensis is een spitsmuis uit Vietnam die in 2004 is beschreven. Het is een extreem kleine grijze Crocidura-soort met een kleine taal, schedel en voeten. De soort heeft een korte vacht (haren van 1,5 mm op de rug- en 1,0 mm op de buikzijde). Hij is bekend van slechts één exemplaar, dat gevangen is in het Ke Go-natuurreservaat in de Vietnamese provincie Ha Tinh, op 200 m hoogte. Het is mogelijk dat C. kegoensis naast Paracoelops megalotis een andere endemische soort is uit het "Northern Lowland Rainforest" van Vietnam. Mogelijk is hij echter veel wijder verspreid.
Gegevens van het holotype:
| Kop-romplengte   | 48 mm |
| Staartlengte     | 27 mm |
| Achtervoetlengte | 10 mm |
| Oorlengte        | 5 mm  |